# 节奏天国 黄金版
《節奏天國 黃金版》是任天堂企划开发本部（任天堂SPD）為任天堂DS開發的節奏遊戲。這是任天堂節奏天國系列的第二款遊戲，前作為Game Boy Advance遊戲《節奏天國》，續作為Wii遊戲《大家的節奏天國》。遊戲於2008年7月在日本發行，2009年在西方陸續發行；因前作在日本獲得成功，本作得以全球發售。

## 玩法
游戏延续了第一作的游戏模式，依然为挑戰規則各異的關卡。不过由于游戏设备的改变，该作为豎向拿持任天堂DS，並採用觸控式螢幕操控操作。遊戲中玩家藉助觸控筆，挑戰規則各異的關卡。觸控方式包括点击屏幕射击目标，按住触摸笔使角色潜水，在屏幕上滑动后提笔模拟打乒乓球。游戏后期还可解锁节奏玩具、无尽游戏和吉他课程。

## 制作
《節奏天國 黃金版》由任天堂企划开发本部开发第一部开发，音乐制作人淳君继前作《节奏天国》后，在再度协助制作。任天堂程序员大澤和義曾参与银河战士和瓦里奥制造作品，他提出了该作构思。

## 音乐
《節奏天國 黃金版》采用淳君和米政美的原创音乐，声乐由TNX音乐家Canary Club、The Possible和淳君自己（以Occhama名义）演唱。西方版以英语重新录制了声乐和部分语音提示，声乐演唱者有原椰果少女組。成员木村絢香，淳君亦曾参与该组合的制作。他们想在音乐播放部分收录日本歌曲，但该想法因容量问题放弃。游戏原声专辑仅在日本发行。欧洲版连同歌曲再内，完整翻译为西班牙语、英语、法语、德语和意大利语。

## 评价
| 汇总媒体   | 得分   |
| ---------- | ------ |
| Metacritic | 83/100 |

| 媒体                | 得分   |
| ------------------- | ------ |
| 1UP.com             | B+     |
| Destructoid         | 9/10   |
| Eurogamer           | 8/10   |
| Game Informer       | 7.5/10 |
| GamePro             | [ 11 ] |
| Game Revolution     | B      |
| GameSpot            | 7.5/10 |
| GameSpy             | [ 14 ] |
| GameTrailers        | 8.7/10 |
| Giant Bomb          | [ 16 ] |
| IGN                 | 9/10   |
| 任天堂力量          | 9/10   |
| Fami通              | 34/40  |
| The Daily Telegraph | 8/10   |
| Wired               | [ 21 ] |

游戏获得媒体普遍正面评价。《Fami通》打出34/40分。IGN为游戏打出9.0分，并授予编辑推荐奖；杂志称赞游戏创意和系统，但批评部分歌曲本地化不可靠。任天堂世界报道打出8.5分，称赞游戏令人上瘾、富有挑战。GameSpot的评分为7.5分，表示游戏因高难度而吸引力有限。GameTrailers给游戏8.7分。
游戏是日本2008年第6畅销游戏，到2009年1月11日时日版销量为156.8万。